# هاري ر. هوستون
هاري ر. هوستون (بالإنجليزية: Harry R. Houston)‏ هو سياسي أمريكي، ولد في 20 مايو 1878 في فينكاستل في الولايات المتحدة، وتوفي في 13 نوفمبر 1960 في هامبتون في الولايات المتحدة. حزبياً، نشط في الحزب الديمقراطي.